# Sammlung Goetz
La Collection Goetz (Sammlung Goetz) est une collection privée d'art contemporain actuellement exposée à Munich. Rassemblée par l'ancien galeriste Ingvild Goetz, elle est abritée dans un bâtiment réalisé pour elle par l'agence d'architecture suisse Herzog & de Meuron en 1991/1992.

## Listes des artistes exposés
- Matthew Barney
- Emmanuelle Antille
- Yayoi Kusama
- Sarah Morris
- Anri Sala